# La Bretonnière-la-Claye

La Bretonnière-la-Claye este o comună în departamentul Vendée, Franța. În 2009 avea o populație de 629 de locuitori.